# Hot War
Hot War är en split-EP av det amerikanska punkrockbandet Adolescents, samt av det ryska punkrock bandet Svetlanas, släppt den 13 januari 2015.

## Låtlista
Sida ett
1. "Fukushima Lemon Twist" (Adolescents) - 1:36
2. "Tales from the Alpha Brigade" (Svetlanas) - 3:01

Sida två
1. "Step Back" (Svetlanas) - 1:33
2. "Forever Summer" (Adolescents) - 2:04